# EHRJ 1–3
Die Lokomotiven der schwedischen Dampflokomotivbaureihe EHRJ 1–3 wurden 1904/05 mit den Baunummern 768 bis 770 von Nydqvist och Holm in Trollhättan durch die Enköping–Heby–Runhällens Järnvägs AB (EHRJ) beschafft.
Die Baureihe bestand aus drei Nassdampf-Lokomotiven, mit denen in der Anfangszeit der Privatbahn der Gesamtverkehr abgewickelt wurde.

## Einsatz
Es gab auf der Bahnstrecke Enköping–Runhällen höchstens fünf Züge in jeder Richtung pro Tag. Dem Vorstand der EHRJ wurde schnell klar, dass die Einnahmen nicht ausreichend waren.

## SWB K61–K63
Am 1. Oktober 1908 wurde EHRJ von Stockholm–Västerås–Bergslagens Järnvägar gekauft. Damit gingen die drei Lokomotiven in den Besitz der SWB über und wurden als SWB K61–K63 bezeichnet. 1927/28 wurden die Lokomotiven mit einem Überhitzer ausgestattet.

## SJ K21
Mit der Übernahme der Stockholm–Västerås–Bergslagens Järnvägar im Rahmen der allgemeinen Eisenbahnverstaatlichung in Schweden am 1. Juli 1944 gingen die Lokomotiven in staatlichen Besitz über. Die SWB blieb noch ein Jahr eine eigene Gesellschaft unter der Regie von Statens Järnvägar (SJ), bis diese am 1. Juli 1945 vollkommen integriert und anschließend aufgelöst wurde. Die Lokomotiven erhielten die Baureihenbezeichnung K21 und die Nummern 1684 bis 1686.

## SJ KA8
1947 führte SJ eine Umbezeichnung ihrer Triebfahrzeuge durch. Mit dieser Umzeichnung bekamen die drei Lokomotiven die neue Bezeichnung KA8. Zwischen 1951 und 1953 wurden sie abgestellt. Die Ausmusterung erfolgte 1963, die Verschrottung erfolge 1964 in Vislanda.